# Furnace (Argyll and Bute)
Furnace, schottisch-gälisch: An Fhùirneis ist eine kleine Ortschaft in einer dünnbesiedelten Region der schottischen Council Area Argyll and Bute. Sie ist etwa elf Kilometer südwestlich von Inveraray am nördlichen Ufer des Meeresarmes Loch Fyne gelegen. Zwischen 1961 und 1971 verdreifachte sich die Einwohnerzahl von Furnace von 70 auf 220. Im Jahre 1991 wurden bereits 300 Einwohner gezählt. Furnace liegt direkt an der A83, die Campbeltown auf der Halbinsel Kintyre mit dem Central Belt verbindet und ist somit gut an das Fernstraßensystem angeschlossen. Bei Furnace mündet der aus Loch Leacann abfließende Fluss Leacann Water in den Loch Fyne.

## Geschichte
Furnace entwickelte sich um eine Stahlhütte, von der sich auch Name der Ortschaft, englisch Furnace bedeutet „(Hoch-/Schmelz)-Ofen“, ableitet. Eigentümer der zwischen 1755 und 1812 betriebenen Hütte war die Duddon Furnace Company aus der englischen Region Cumbria. Die Küstenlage ermöglichte den Transport von Eisenerz und Hüttenerzeugnissen auf dem Wasserweg. Benötigte Holzkohle wurde aus den Wäldern in der Umgebung gewonnen. Das zugehörige Holzkohlelager wurde später in die schottischen Denkmallisten in der höchsten Kategorie A aufgenommen.
Nach der Schließung des Hüttenbetriebes wurde ab dem Jahre 1841 Granit in Furnace abgebaut. In einem Tal oberhalb der Ortschaft befand sich hierzu eine Schwarzpulverfabrik, die aus vielen weitläufig angeordneten Gebäuden bestand.